# Korean e-Sports Association
La KeSPA (Korean e-Sports Association) est une fédération coréenne chargée de gérer le sport électronique professionnel en Corée du Sud. Elle s'occupe de jeux comme League of Legends, Dota 2, Counter Strike, Warcraft III: The Frozen Throne,  StarCraft: Brood War et plus récemment (Mai 2012) StarCraft II.